# Holboca
Holboca est une commune roumaine située dans le județ de Iași.